# Virgie (Kentucky)
Virgie es un lugar designado por el censo ubicado en el condado de Pike en el estado estadounidense de Kentucky. En el Censo de 2010 tenía una población de 279 habitantes y una densidad poblacional de 105,2 personas por km².

## Geografía
Virgie se encuentra ubicado en las coordenadas 37°19′56″N 82°34′57″O / 37.33222, -82.58250. Según la Oficina del Censo de los Estados Unidos, Virgie tiene una superficie total de 2.65 km², de la cual 2.65 km² corresponden a tierra firme y (0%) 0 km² es agua.

## Demografía
Según el censo de 2010, había 279 personas residiendo en Virgie. La densidad de población era de 105,2 hab./km². De los 279 habitantes, Virgie estaba compuesto por el 100% blancos, el 0% eran afroamericanos, el 0% eran amerindios, el 0% eran asiáticos, el 0% eran isleños del Pacífico, el 0% eran de otras razas y el 0% pertenecían a dos o más razas. Del total de la población el 0.72% eran hispanos o latinos de cualquier raza.